# عمرو السولیه
عمرو السولیه (عربی: عمرو السولية؛ زادهٔ ۴ فوریهٔ ۱۹۹۰) یک ورزشکار اهل مصر است.
از باشگاه‌هایی که در آن بازی کرده‌است می‌توان به باشگاه ورزشی اسماعیلی، الشعب، باشگاه ورزشی الاهلی مصر، و تیم ملی فوتبال مصر اشاره کرد.
وی همچنین در تیم‌های ملی فوتبال Egypt U23 مصر بازی کرده است.